# Л’Эскарен (кантон)
Л’Эскаре́н (фр. L'Escarène) — упразднённый кантон во Франции, в регионе Прованс — Альпы — Лазурный Берег, департамент Приморские Альпы. Входил в состав округа Ницца. Код INSEE кантона — 06 09.
До марта 2015 года в состав кантона Л’Эскарен входило 6 коммун, административный центр располагался в коммуне Л’Эскарен.

## Состав кантона
| Коммуна          | Население, чел. (1999) | Почтовый индекс | Код INSEE |
| ---------------- | ---------------------- | --------------- | --------- |
| Блозаск          | 1254                   | 06440           | 06019     |
| Л’Эскарен        | 2128                   | 06440           | 06057     |
| Люсерам          | 1035                   | 06440           | 06077     |
| Пей              | 2045                   | 06440           | 06091     |
| Пейон            | 1227                   | 06440           | 06092     |
| Туэ-де-л’Эскарен | 242                    | 06440           | 06142     |

## Население
Население кантона на 2007 год составляло 8 837 человек.
| 1962 | 1968 | 1975 | 1982 | 1990 | 1999  | 2006 | 2007  | 2008 |
| ---- | ---- | ---- | ---- | ---- | ----- | ---- | ----- | ---- |
| —    | —    | —    | —    | —    | 7 931 | —    | 8 837 | —    |

По закону от 17 мая 2013 и декрету от 24 февраля 2014 года количество кантонов в департаменте Приморские Альпы уменьшилось с 52-х до 27-ми. Новое территориальное деление департаментов на кантоны вступило в силу во время выборов 2015 года. После реформы кантон был упразднён. Коммуны переданы с состав кантона Конт (округ Ницца).